# Abbaye Notre-Dame de Saint-Rémy de Rochefort
Pour les articles homonymes, voir Abbaye Notre-Dame et Notre-Dame.
L'abbaye Notre-Dame de Saint-Rémy de Rochefort, généralement connue comme abbaye de Rochefort, est une abbaye trappiste située à 3 km du centre de la ville de Rochefort, en Belgique. Fondée en 1230, elle est sécularisée en 1792 lors de la Révolution française. L'abbaye reprend vie comme communauté monastique en 1887 avec l'installation de moines de l'abbaye d'Achel. 
Elle est connue pour sa brasserie et ses bières trappistes qui portent le nom « Rochefort », ainsi que pour sa production de marbre.

## Histoire

### Origine et premiers siècles
L’acte de fondation daté du 13 juin 1230, émanant de Gilles de Walcourt comte de Rochefort, mentionne clairement que c'est à une communauté de dames pieuses, affiliée à l'Ordre cistercien, que le seigneur de Rochefort donne son alleu de Saint-Remy près de Rochefort, pour y ériger un monastère qui s’appellera le « Secours Notre-Dame » (Succursus Dominae Nostrae). 
En 1229-1230 et en octobre 1235, le prince-évêque de Liège Jean d'Eppes prend sous sa protection les moniales de Saint-Remy et leurs biens, spécifiant en 1235 que l'abbaye dispose de la dîme de la villa dite de Saint-Remy. Dans un acte daté d'août 1239, le comte Henri de Luxembourg confère aux moniales la dîme de Han.
Le peu de sources conservées n'autorise aucune conclusion sur la situation matérielle et spirituelle des moniales de Secours Notre-Dame durant le XIVe siècle, souvent décrit comme catastrophique sur le plan économique pour de nombreuses communautés religieuses, cependant aucun document n'atteste que le monastère ait gravement souffert des difficultés économiques. On sait que Thierry IV, seigneur de Rochefort, cède aux moniales en 1327 ses droits sur certains bois avoisinant le monastère.

### XVesiècle
Au XVe siècle, la ferveur et la discipline religieuses se détériorent. De plus, le nombre de moniales a fortement diminué. La réforme dite de l'Observance, fondée sur la stricte application de la Règle de saint Benoît et appliquée à partir de 1406 (couvent de Marche-les-Dames) dans les abbayes de l'actuelle province de Namur, touche tardivement le Secours Notre-Dame . Les abbés du Jardinet et de Moulins, envoyés par le chapitre général de l’ordre de Cîteaux, visitent Saint-Remy et l'abbaye de Félipré (Givet) les 28-29 octobre 1464. Ils jugent que le monastère de Félipré est dans un état convenable et situé dans un lieu agréable peu fréquenté, alors que celui de Saint-Remy, fortement endetté et délabré est soumis à la dérision scandaleuse des moniales qui y habitaient précédemment. Leur rapport sévère incite le chapitre à prendre une décision draconienne et rare : l’ensemble de la communauté ira occuper l’abbaye de Félipré, dont les moines remplaceront les moniales à Saint-Remy. Cet échange permettra aux religieuses de vivre à Félipré dans une clôture plus sûre et sans les difficultés liées tant à la dégradation matérielle de l'abbaye rochefortoise qu'à la rudesse de la terre. La restauration économique et spirituelle de Saint-Remy par des moniales s'avérait effectivement très compliquée aux yeux des abbés-visiteurs. L'échange cautionné par Louis Ier de La Marck, seigneur de Rochefort, devient officiel le 11 novembre 1464. L'abbesse de Secours Notre-Dame, Marguerite Spangneau, résigne alors sa charge et renonce donc à tous ses droits sur Saint-Remy : elle prend le chemin de Félipré avec ses sœurs dans les six jours, et Arnould de Maison-Neuve, abbé de Félipré et sa communauté prennent possession des lieux . 
L’abbaye est placée directement sous la tutelle de Cîteaux dont elle devient la 28e fille. Une nouvelle période de ferveur et prospérité commence pour l’abbaye. Les moines sont d’ailleurs plus à même d’exploiter les ressources de la rivière (un affluent de la Lhomme) qui traverse propriété et bâtiments de l’abbaye, de même que les carrières d’un marbre bleu-et-rouge fameux (le marbre de Saint-Remy).

### XVIeetXVIIesiècles
Le XVIe siècle est difficile. En 1574, Nicolas Boucherat, abbé de Cîteaux, en passage à Rochefort atteste du respect de la Règle par la communauté, même si un peu plus tôt l'abbé Léonard de Charnoy avait été déposé par l'abbé de Villers en raison de sa conduite déplorable. Les temps sont troubles, l’abbaye est pillée par des soldats calvinistes en 1568, et dix ans plus tard les troupes de Don Juan d'Autriche font de même… (1577). Aux environs de 1595, les moines se mettent à brasser la bière . 
Le XVIIe siècle est encore plus désastreux. Les guerres, occupations, pillages et incendies touchent durement l'abbaye et sa région, entraînant d’autres calamités : famine, épidémie et brigandage. En 1636, la peste sévit dans la paroisse . Le 1er mai 1650, les troupes lorraines du baron de Châtelet pillent et s'établissent dans l’abbaye abandonnée l'année suivante, commettant des actes sacrilèges dans l’église. En 1653, les églises proches de Behogne et Éprave sont incendiées par les troupes de Condé. En 1652 et 1653, les moines doivent souvent se réfugier dans la ville de Marche . 
La tourmente passée, les travaux de reconstruction commencent (1664) et l’église est consacrée en 1671. Philippe Fabry en est le 15e abbé de 1654 à 1684. Sa devise, gravée en 1664 sous son blason dans une pierre sculptée enchâssée au-dessus de la porte de l'écurie, devient et reste jusqu'à ce jour la devise de l’abbaye : Curvata Resurgo (« Courbée, je me relève »). 

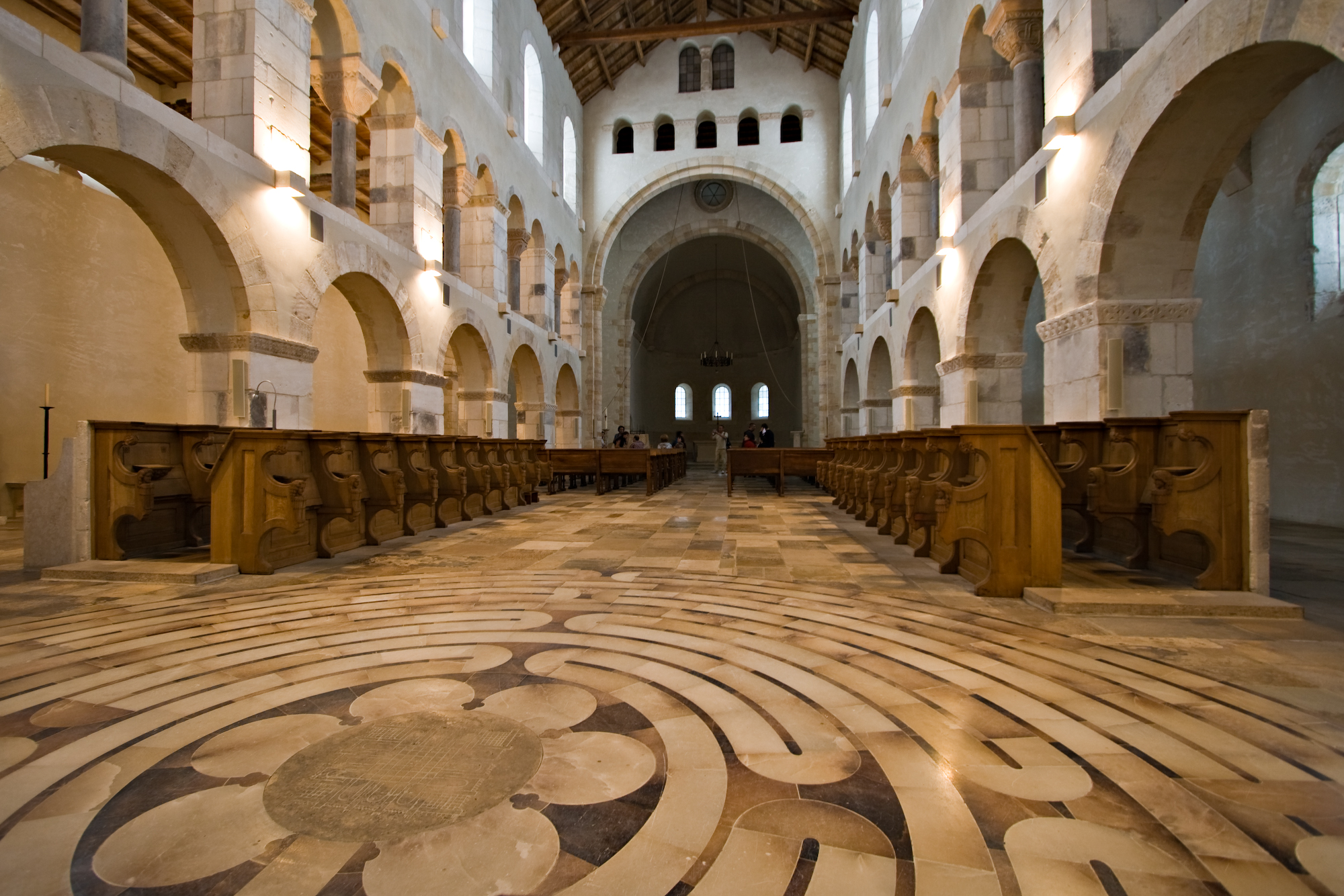
Intérieur de l'église abbatiale de Rochefort

### XVIIIesiècle
S'il faut regretter les pillages lors de passages de troupes armées, c'est surtout la discipline chancelante qui interpelle du point de vue de la spiritualité cistercienne. Un important conflit oppose l'abbé Hugues de la Croix à Joseph de la Naye qui contestait son élection. Hugues est confirmé dans sa charge en 1699, mais, accusé de mener une gestion désastreuse en plus de négliger la discipline du monastère, il doit démissionner en 1726. Les bâtiments sont là : une belle et élégante abbaye, achevée avec tourelles, église, quartier abbatial, quartier des hôtes, moulin à eau, etc., mais l’esprit n’y est plus. Une nouvelle décadence s’installe. Dom Guyton, moine de Clairvaux, qui visite l’abbaye en 1744, trouve la bibliothèque dans un état déplorable : « la petite bibliothèque ne parait pas fréquentée ; les fenêtres en sont toujours fermées, ce qui cause une quantité de puces que nous y trouvâmes en abondance, en sorte que nous dûmes retrousser nos habits assez hauts… ». Les dispositions prises en 1755 par l'abbé Henri de Villegia tentent de redresser la discipline : « Il est interdit aux moines de prendre du thé, du café, du chocolat, des liqueurs, du vin, de fumer, de jouer aux cartes, sous peine d’être confiné dans sa chambre une journée entière » . En vain. 

### Sécularisation
Les moines sont fatigués de porter la coule. De plus ils sont influencés par les idées de la Révolution française et - géographiquement plus proche mais partageant les mêmes idéaux - de la révolution liégeoise en août 1789. 
Le 12 octobre 1789, l'abbaye de Rochefort adresse une supplique au prince-évêque de Liège Hoensbroeck lui demandant la sécularisation. Le 19 décembre 1789, le prince-évêque approuve la supplique et demande l'accord du pape Pie VI et de l'empereur Joseph II puis Léopold II. Le 1er mai 1792, les huit moines survivants sont enfin installés comme chanoines séculiers et se partagent à l’amiable les biens de l’abbaye dans laquelle ils continuent à résider (chacun avec son domestique). Ce nouveau statut de l’abbaye – ses biens étant partagés et devenus privés – protège, semble-t-il, les bâtiments lors de la visite des soldats républicains en 1794, même si les nouveaux chanoines séculiers se sont empressés de fuir. Au départ des soldats, cependant, la population locale achève le travail. Comme les autres abbayes, Saint-Rémy connaît le pillage et la destruction, à la grande amertume de l’abbé : « les ouvriers et manœuvres, ceux que nous avons nourris de pères en fils, étaient les plus acharnés au pillage : quelle reconnaissance ! ».
Les chanoines séculiers perdent tous leurs biens malgré la sécularisation. Les bâtiments de l’abbaye sont vendus en vertu d'une loi de 1796. Un commissaire républicain, Louis-Joseph Poncelet, acquiert le monastère en 1805, dont il fait démolir l’église et la plupart des bâtiments monastiques. Les matériaux ainsi récupérés sont utilisés pour construire des immeubles à Rochefort. 
Le dernier abbé, Armand de la Pierre, né en Bretagne en 1732, docteur en théologie de l'Université de Paris, devient curé-doyen de Rochefort en 1803 et décède le 18 décembre 1809 .

### Restauration
La propriété passe par différentes mains pour aboutir en celles d’un prêtre séculier, l’abbé Seny, qui en fait donation aux moines cisterciens-trappistes de l’abbaye d'Achel, dans le Limbourg. En 1887 un groupe de moines d’Achel descend à Rochefort pour prendre possession de l'ancien domaine de l’abbaye et y rétablir la vie monastique. Exprimant leur désir de continuité ils adoptent le même blason épargné par les révolutionnaires et la même devise: Curvata resurgo. 
Ainsi, après un siècle d’interruption, la vie monastique reprend à Rochefort. Sous le nouvel abbé Anselme Judong, dès 1892 de nouveaux bâtiments sont érigés et sont restaurés ceux qui peuvent l’être : le porche du XVIe siècle, la ferme du XVIIe siècle et les grange et moulin à eau du XVIIIe siècle. Suit la construction de l'abbatiale néo-gothique en 1900-1902, elle-même remplacée en 1991-1993 par l'actuelle église néo-romane. 
Des objets de dévotions, à grande valeur historique et spirituelle, sauvés de la tourmente révolutionnaire par des habitants de la région sont rendus par leurs descendants aux moines : une statue de l'Enfant-Jésus, un tableau de valeur, etc .
Le 29 décembre 2010 se déclare vers 18 h 30 un incendie, causé par une déficience des générateurs électriques installés pour pallier les problèmes électriques dus aux abondantes chutes de neige du mois. Le feu ravage quatre corps de bâtiments, détruisant 1 200 m2 de toiture, mais sans atteindre ni la bibliothèque ni la brasserie. 

## Aspects patrimoniaux
L'abbaye se distingue par son portail du XVIe siècle, son palais abbatial de 1705, sa grange de 1701 et d'autres bâtiments du XVIIIe siècle contrastant avec l'église néo-ogivale construite en 1900. Un étang et des jardins agrémentent le site.
La liste non exhaustive des pièces majeures du mobilier conservé de l'ancienne abbaye est la suivante :
- Autel majeur (1681) et deux autels latéraux (1677), grands meubles en bois peint (appartenant au premier décor de l'abbatiale mis en place par l'abbé Fabry), deux beaux reliquaires de caractère rocaille, des antependia, un aigle-lutrin en bois (1679). Le tout vendu au curé Jean-Pierre Arnoldy qui en a orné son église Notre-Dame de l'Assomption de Bra (Lierneux), reconstruite entre 1720 et 1764 [17],[18].
- Maître-autel en marbre de Saint-Remy, remonté en 1884, à droite du chœur, dans la chapelle Saint Wilfrid de l'église du Cœur immaculé de Marie de Londres (London Oratory ou Brompton Oratory) [19].
- Deux autels latéraux en marbre jaspé de Saint-Remy, œuvres de Laurent-Benoît Dewez remontés l'un en l'église Sint-Stefaan de Val-Meer (Riemst), l'autre en l'église Sint-Pieter de Maastricht rive gauche[20].
- Une Vierge à l'Enfant flanquée des saints Remy et Bernard, belle peinture de composition d'allure médiévale (début du XVIIe siècle?), huile sur bois d'un anonyme wallon, conservée au cloître de l'abbaye [21].
- Vera effigies de saint Bernard, peinture à l'huile sur bois d'un anonyme flamand du XVIIe siècle, conservée à l'abbaye [22].
- Chandelier pascal en laiton et marbre noir, de style gothique tardif (ca.1500), exposé aux Musées royaux d'art et d'histoire de Bruxelles [23].
- Statue en bois décapé de Notre-Dame de Saint-Remy, du XVIIe siècle, conservée à l'abbaye [24].
- Saint Joseph et l'Enfant Jésus, statue en chêne du XVIIIe siècle, sortie en 2010 d'un marécage proche de l'abbaye [25].

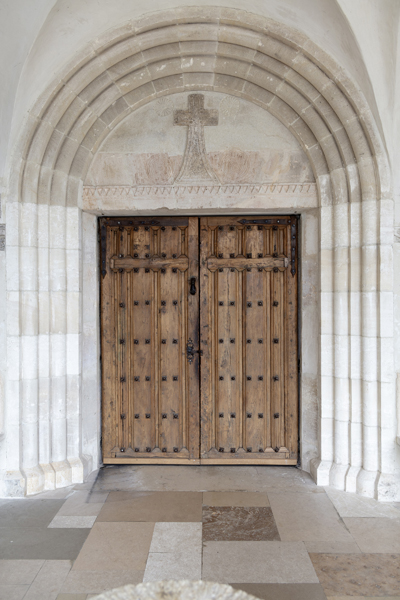
Entrée
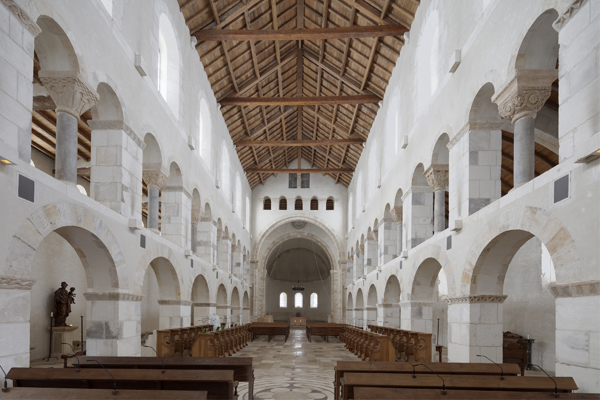
Interieur
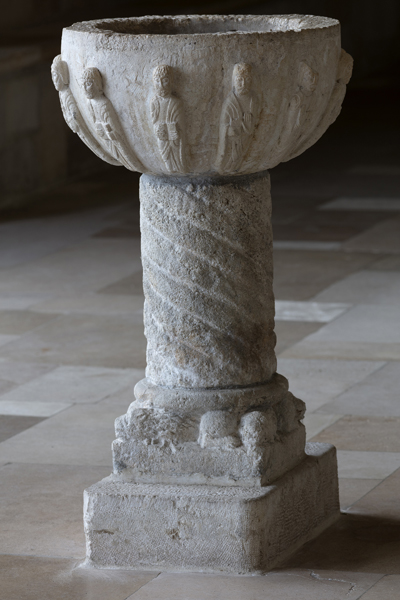
Fonts baptismaux
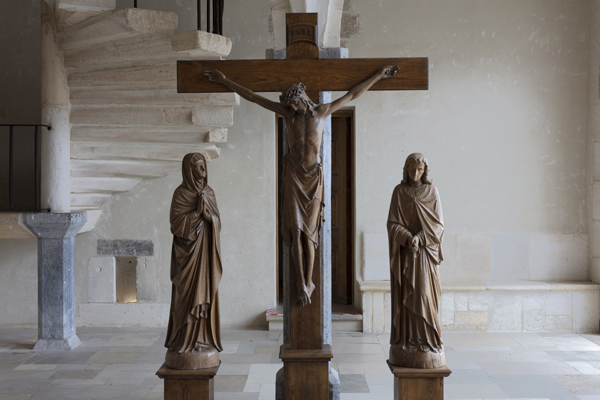
Crucifixion
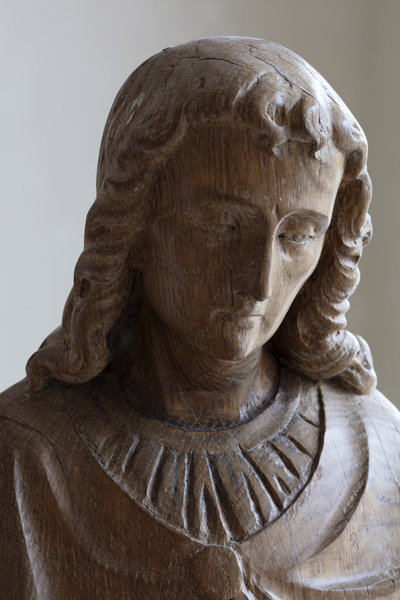
Detail

## Liste des abbés
La sortie de charge abbatiale, qu'elle soit due à la mort de l'abbé, à sa démission (abandon volontaire de sa charge) ou qu'elle fasse suite à sa déposition (privation du bénéfice et de l'exercice de sa charge), donnait lieu à un acte écrit. On procédait alors au choix du nouvel abbé par une élection, ensuite entérinée par l'abbé de Cîteaux ou son représentant, en présence d'un témoin du Prince évêque de Liège.
Liste non exhaustive :
- Arnould de Maison-Neuve 1er abbé (1464-?)
- Jacques de la Vallée (?-1509?)
- Gilles de Tauxis (?-1524)
- Jacques de Gand (1524-1539) : Démissionnaire
- Léonard de Charnoy (1565-1568) : Déposé
- Valentin Vindola (1568-?)
- Gérard Tassinet (1617-1633) : Démissionniare
- Lambert Chioux (1633-1643)
- Jean de Bricmont (1643-1654)
- Philippe Fabry (Lefèvre) (1654-1684)
- Antoine le Fèvre (1684-1699)
- Hugues Bernard de la Croix (1699-1726) : Démissionniare
- Gilles Moreau (1726-1743)
- Gérard Defize (1743-1750)
- Georges de Ghequier (1750-1754)
- Henri Villegia (1754-1763)
- Mathieu Fourneau (1763-?)
- Armand de la Pierre (1772-1791)

Après la restauration au XIXe siècle
- Anselme Judong (1887-1908)
- Henri Kuypers (1912-1948)
- Félicien Jacques (07/10/1948 – 15/08/1969)
- Guido Devos (01/11/1969 – 01/11/1977)
- Hubert Morsomme (01/12/1977 - 1997)
- Jacques-Emmanuel Voisin (1997 - 01/03/2006)
- Gilbert Degros (2006 - 2025)
- Petr Charolide (2025 -?)

## Brasserie

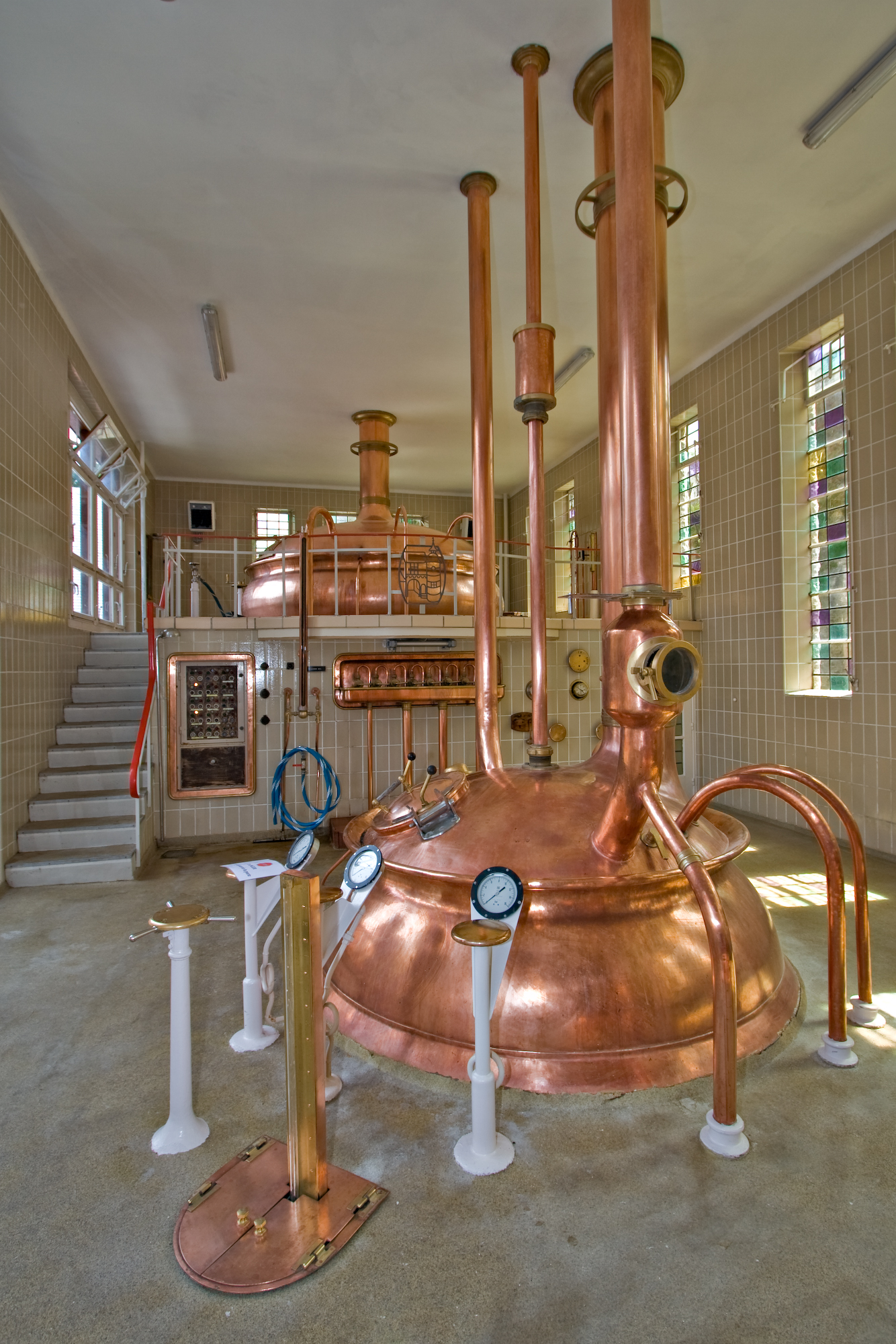
Vue de la brasserie.

Pour vivre, les moines s’emploient d’abord à l’agriculture. Une petite brasserie est donc opérationnelle dès 1889, mais les premiers brassages ne sont effectifs qu'en 1900. Les moines d’Achel, brasseurs depuis cinquante ans, apportent leur savoir-faire à Rochefort. Paulin Cattoir, moine de Rochefort, se fait un nom comme maître brasseur dans les années qui suivent la Première Guerre mondiale. La production reste cependant quasi familiale. 
Un tournant important est pris en 1952 lorsque de gros investissements améliorent la qualité de la bière et augmentent la quantité produite. Le travail brassicole remplace l’agriculture comme activité primordiale de l’abbaye et devient sa source principale de revenus. 
Dans les années 1970, l’équipement de la brasserie est entièrement renouvelé et modernisé. 
L'eau utilisée pour confectionner cette bière est issue de la source de la Tridaine, qui alimente également les étangs de l'abbaye et en partie la ville de Rochefort. Un projet d'extension de la carrière de calcaire voisine de la Boverie, exploitée par une société du groupe Lhoist, suscite le débat à propos du maintien de la qualité de cette eau de source,,. Cette extension est actuellement bloquée,. 
Rochefort est une des six bières belges et des trois bières wallonnes autorisées à porter le label Authentic Trappist Product (ATP) parmi les dix bières trappistes ainsi reconnues (en 2014).

## Le marbre de Saint-Remy

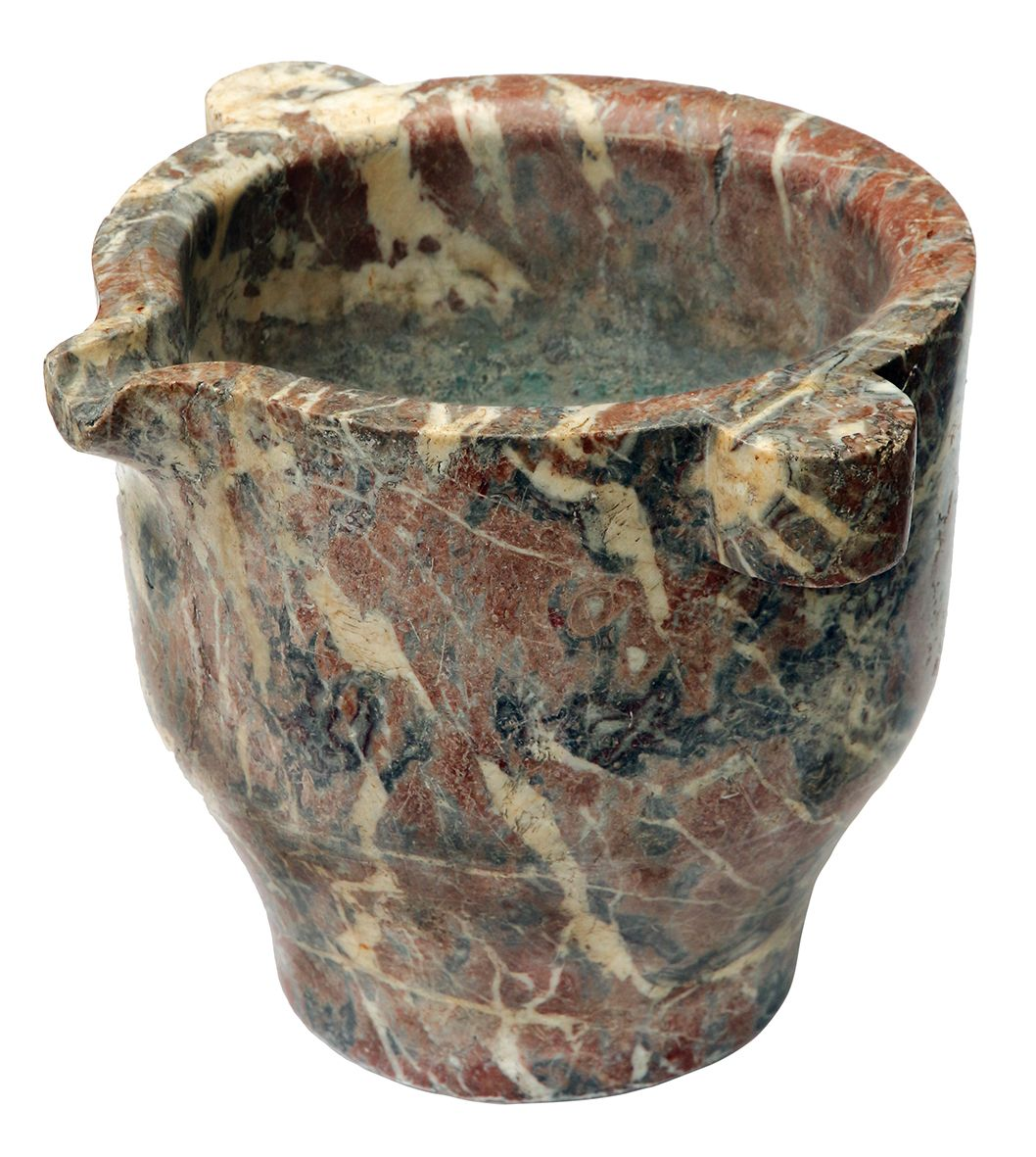
Mortier en marbre de Saint-Remy, produit au XVIIIe siècle et conservé au Famenne & Art Museum.

A proximité immédiate de l'abbaye se situe une carrière de marbre sédimentaire rouge du Famennien. Il s'agit en d'autres mots d'un monticule récifal frasnien . 
La date de début de l'exploitation n'est pas connue avec certitude. Elle pourrait se situer vers la fin du XVe siècle ou le début du XVIe siècle, époque de datation du modèle ayant inspiré une statuette de sainte Anne trinitaire en marbre de Saint-Remy  . Une "pière de Rauchefort" est mentionnée en 1602 dans un contrat relatif au jubé de l'église Saint-Julien d'Ath.
Le marbre de Saint-Remy connait son apogée au XVIIIe siècle, peut-être dans la foulée du succès du marbre de Rance. C'est à l'entame du siècle que l'abbaye connait d'importants travaux d'agrandissement. Le quartier des Étrangers et le quartier de l'Abbé sont construits. Plus tard, l'abbatiale est l'objet d’embellissements, concrétisés par le maître-autel conçu par Etienne Fayen et les deux autels latéraux dus à Laurent-Benoît Dewez. Cette activité justifie alors l'exploitation intense de la carrière.
La carrière est alors concédée par les moines à des entrepreneurs, moyennant plusieurs conditions. Celles-ci prévoient la mise à disposition gratuite de blocs pour l'église, ainsi que des rebuts. Les ouvriers, qui ne peuvent accéder à l'enceinte monastique que pour suivre la messe, sont recrutés "à condition qu'ils soient de bonnes mœurs, qu'ils ne se livrent pas à des actes de braconnage, ne pêchent pas et s'abstiennent de couper des arbres dans les bois de l'abbaye", d'après un contrat de bail (1748). A la fin du siècle, la carrière est exploitée directement par la communauté monastique .
Plusieurs variétés de pierres sont proposées sur le marché du marbre. Nous avons, dans un ordre croissant en matière de dominance du rouge, le "bleu Saint-Remy", le "royal", le "rouge Saint-Remy" et la "griotte" . Le marbre de Saint-Remy se retrouve dans plusieurs bâtiments civils et religieux du XVIIIe siècle : les églises Saint-Martin, Saint-Denis et Saint-Jacques à Liège ; l'hôtel d'Ansembourg et le palais des princes-évêques dans la même ville ; la cathédrale de Tournai ; le monument Spinola de l'église Notre-Dame de la Chapelle, à Bruxelles ; l'abbaye de Saint-Hubert ; la basilique Saint-Servais de Maastricht ; les châteaux de Mirwart et de Lavaux-Sainte-Anne ; etc. Des musées, comme le Famenne & Art Museum, conservent des pièces de mobilier en marbre de Saint-Remy.
Suspendue lors de la période révolutionnaire française, vers 1794, l'extraction reprend vers 1840. Elle se poursuit, bon an, mal an, jusqu'en 1970. Son dernier propriétaire a été la Société Merbes-Sprimont. Le site, avec ses pelouses calcaires environnantes, est aujourd'hui classé comme réserve naturelle et contient une biodiversité remarquable. Les parois attestent des divers modes d'extraction du marbre du XVIIIe siècle au XXe siècle, de l'extraction par bancs successifs à l'usage d'une haveuse, en passant par la taille à la broche (ou à la pointe) et l'utilisation du fil hélicoïdal.

## Pour compléter